# 요시나가촌 (시즈오카현 후지군)
요시나가촌(吉永村)은 시즈오카현 후지군에 있던 촌이다.

## 역사
- 1889년 4월 1일 - 정촌제 시행에 의해 후지군 요시나가촌이 성립하였다.
- 1955년 2월 11일 - 요시와라시, 스도촌, 모토요시와라촌, 하라다촌과 합병해, 새로운 요시와라시가 성립하여, 동일 요시나가촌은 폐지되었다.

## 참고 문헌
- 『市町村名変遷辞典』東京堂出版、1990年。